# Emilio Boggio
Emilio Boggio (Caracas, 12 maggio 1857 – Auvers-sur-Oise, 7 giugno 1920) è stato un pittore venezuelano.
Fu un pittore impressionista abile sia negli oli che negli acquarelli. Dipinse ritratti, paesaggi e scene di vita rurale e marinara.

## Biografia
Emilio Boggio nacque a Caracas in una famiglia agiata di imprenditori commerciali. Suo padre era un commerciante italiano e sua madre una venezuelana di origini francesi e spagnole. A 15 anni il giovane Emilio fu inviato in Francia per studiare nel Liceo Michelet di Vanves. Nel periodo degli studi andò ad abitare a Enghien-les-Bains, una cittadina presso Parigi. Dal 1864 Emilio Boggio studiò e nel 1870 si diplomò.

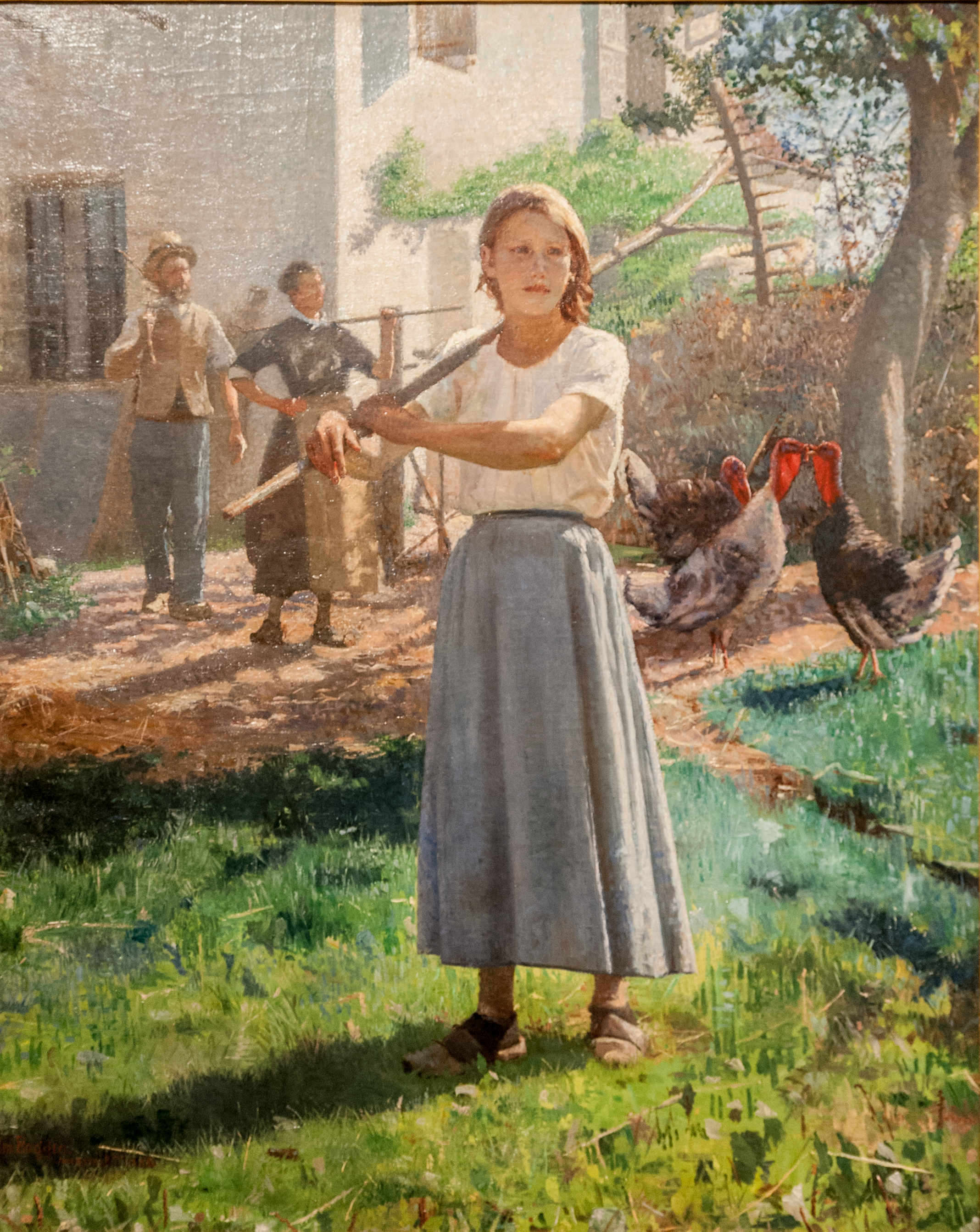
Partenza per i campi

I suoi genitori speravano che egli, seguendo le orme del padre, si dedicasse al commercio. Boggio, in effetti, nel 1873 tornò a Caracas e lavorò per quattro anni come assistente nell'impresa di famiglia. Ma nel 1877, a vent'anni, tornò ancora in Francia, sia per ragioni di salute (aveva contratto il tifo), sia per fare un apprendistato in uno studio commerciale. Ben presto, però, egli si rese conto che i suoi interessi ed il suo futuro erano assai diversi da quanto immaginato dai suoi genitori. Dopo una decisiva visita all'Expo di Parigi, Boggio decise di cambiare radicalmente la sua vita.
Si iscrisse così all'Académie Julian, dove seguì le lezioni di Jean-Paul Laurens. Fece amicizia con gli allievi suoi compatrioti, fra i quali Cristóbal Rojas e Arturo Michelena, e col pittore Henri Martin, con il quale stabilì una solida collaborazione artistica. Studiò e finalmente espose al Salon. Nel 1888 ottenne anche una menzione d'onore fuori concorso al "Salon des artistes français" e, nel 1889, vinse la medaglia di bronzo all'Expo di Parigi.
Boggio frequentò assiduamente gli atelier degli artisti impressionisti francesi, come Camille Pissarro, Henri-Jean Guillaume Martin e Claude Monet, e fu assai colpito dalla pittura di Vincent van Gogh.
Fra il 1907 e il 1909 visitò l'Italia e vi rimase per quasi due anni, dipingendo paesaggi, vedute di città italiane e numerose marine. Tornato in Francia, si stabilì a Auvers-sur-Oise, nella "Villa Rustique", una casa-studio che divenne la sua dimora e il suo atelier per tutta la vita. 
Il "Círculo de Bellas Artes de Caracas", creato nel 1912 al fine di proporre alle scuole d'arte venezuelane una via alternativa allo stile accademico ancora radicato e diffuso, sostenne in ogni modo il lavoro di Boggio. E Boggio nel 1918 e 1919 ritornò in Venezuela, nonostante avesse ormai superato i sessant'anni, in occasione di una mostra dei suoi lavori alla Scuola di Musica dell'Università di Caracas. La sua permanenza in patria durò poco meno di un anno, ma fu l'occasione per i giovani artisti di Caracas (come Armando Reverón, Manuel Cabré, Brandt, Castillo e altri ancora) per scoprire i suoi quadri impressionisti. Boggio li guidò e li aiutò a liberarsi dei modi della pittura accademica tradizionale, per poi comprendere e assimilare le tendenze estetiche e tecniche dell'impressionismo europeo. Non si limitò quindi ad incoraggiare queste giovani leve della pittura venezuelana, ma spiegò loro gli aspetti tecnici di questo nuovo stile pittorico e li accompagnò nel loro percorso di studio e di scoperta.
Rientrato in Francia, Emilio Boggio morì nella sua casa di Auvers-sur-Oise nel 1920, all'età di 63 anni.

## Opere
Musei che conservano opere di Boggio. Elenco parziale.
- Museo d'Orsay.[5]
- Museo Louis Senlecq (L'Isle-Adam).[6][7][8][9]
- Museo nazionale d'arte moderna - Centro Pompidou, Parigi.[10]
- Gallerie nazionale d'arte di Caracas.
- Palazzo Municipale di Caracas/Museo Emilio Boggio
- L'Atelier Boggio, Auvers-sur-Oise.[11]

## Mostre
- Salon degli Artisti Francesi, dal 1887 al 1912.
- Esposizione del Centenario, nel Petit Palais (attuale "Musée des Beaux-Arts de la Ville de Paris"), Parigi, 1900.
- Salon d'Autunno, Parigi, 1905.
- Gallería Georges Petit, Parigi, 1912.
- Accademia di Belle Arti, Caracas, 1919.
- Retrospettiva, Galleria George Petit, 1925.
- Retrospettiva nel Consiglio Municipale di Auvers-su-Oise, 1954.
- Retrospettiva, Sala della Fundación Mendoza, 1956.

## Galleria d'immagini

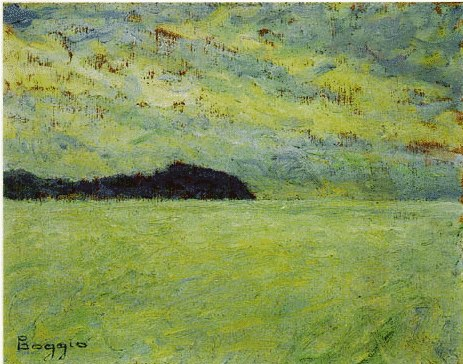
Cielo grigio sul mare
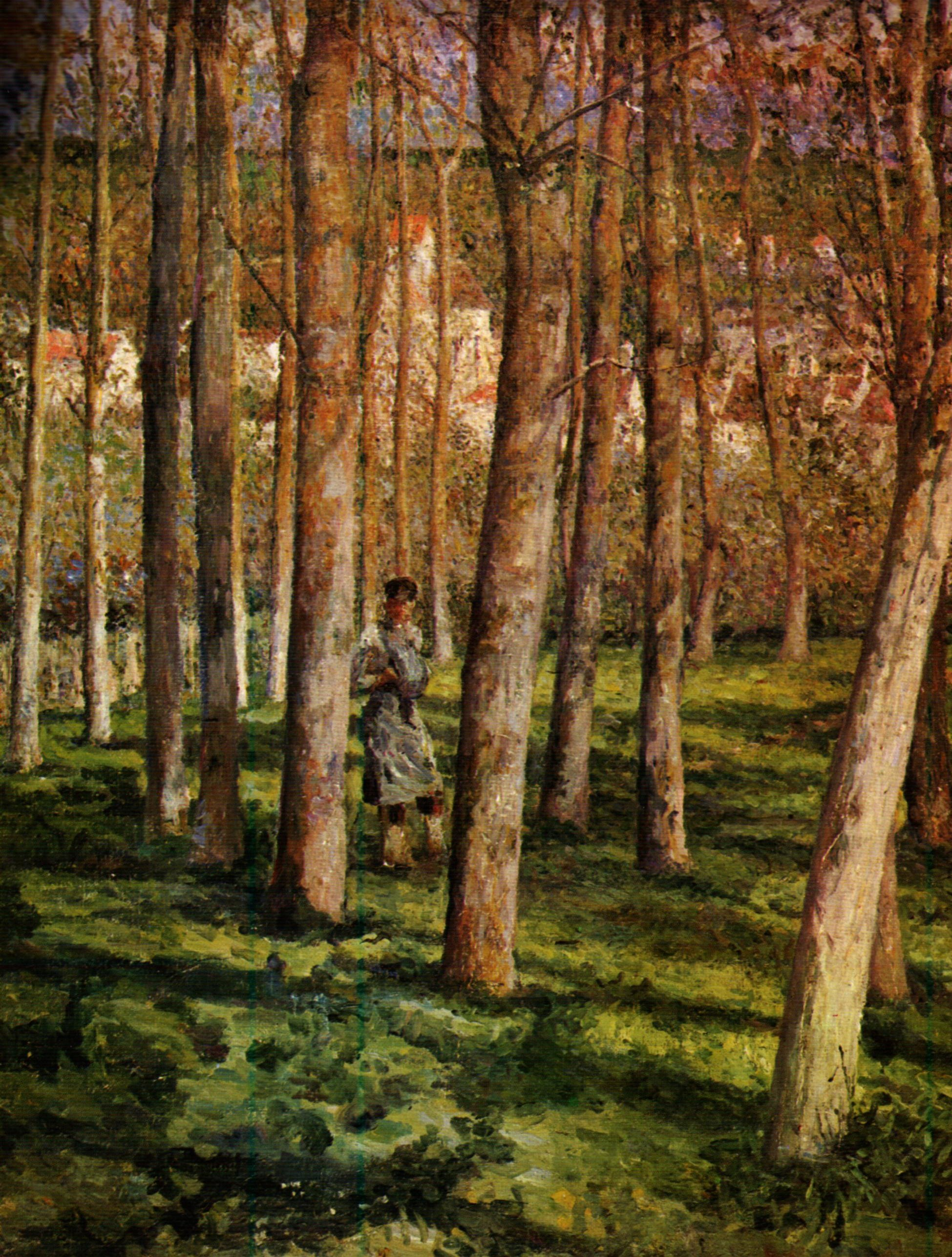
Il Boschetto
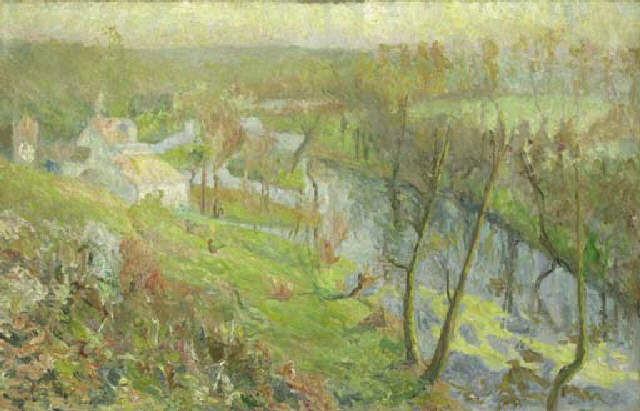
Il Mulino di Perigny
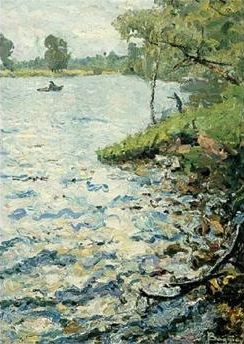
Rive dell'Oise a Chaponval
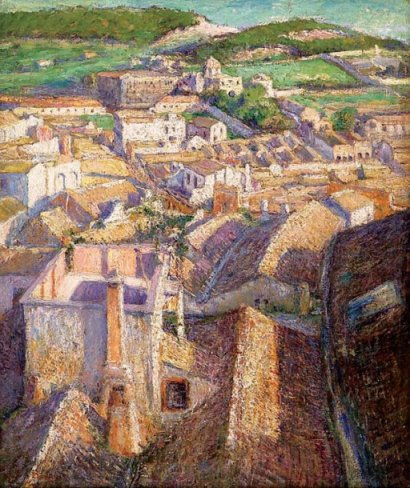
I tetti di Cagliari
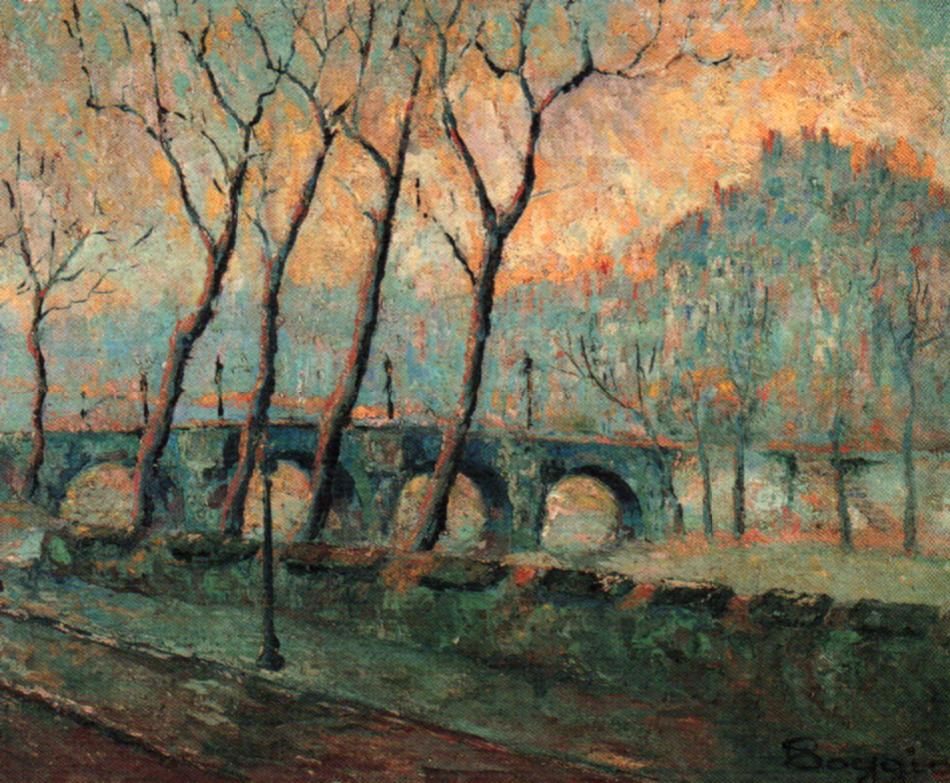
Paesaggio con ponte
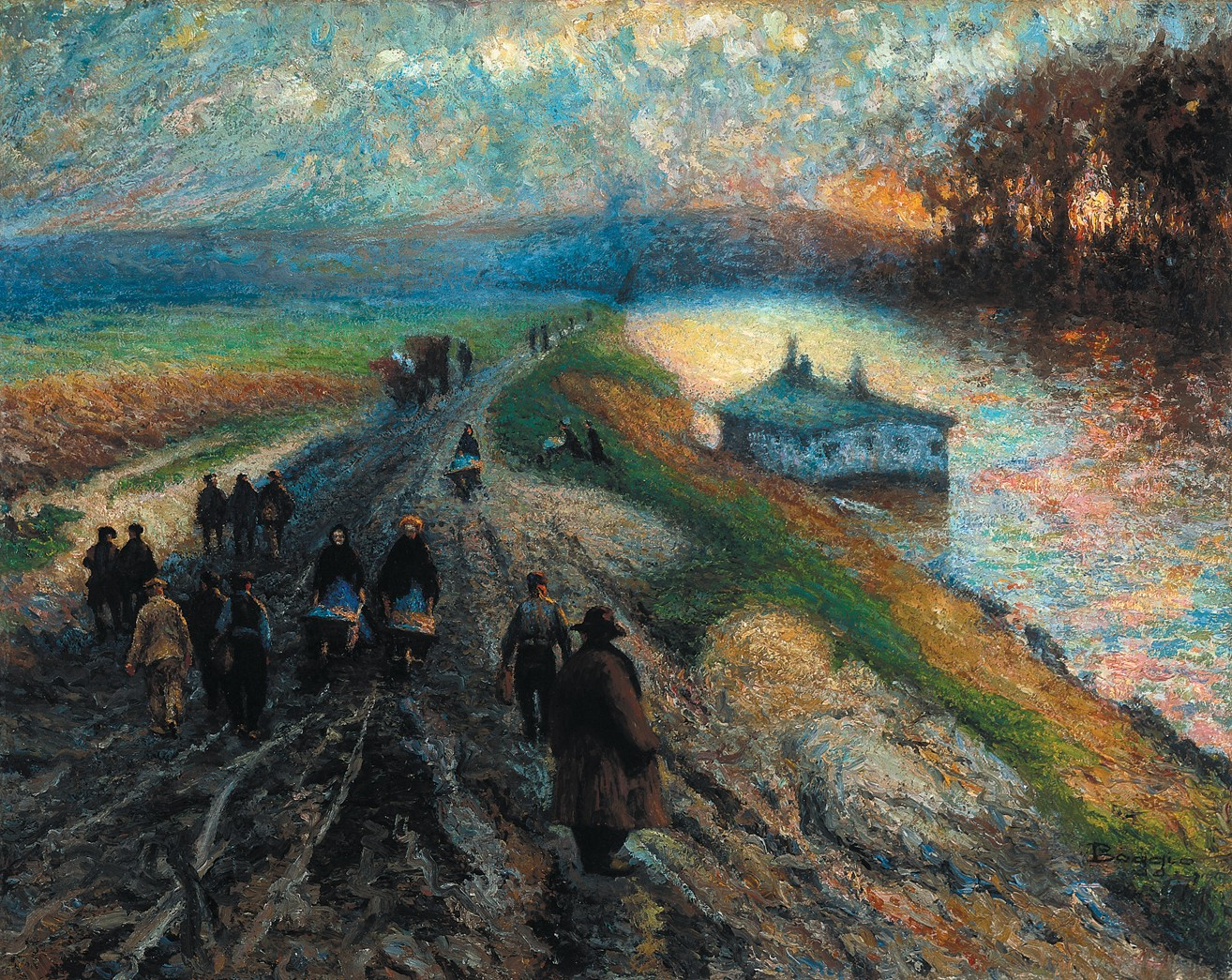
Fine di giornata